# Sponsorbingo Loterij
Sponsorbingo Loterij (later Sponsorbingo!) was een spelprogramma van de Sponsor Loterij, dat in 1999 en 2000 door RTL 4 werd uitgezonden.
In dit spelprogramma konden kandidaten door middel van het oplossen van puzzels of het beantwoorden van vragen een geldbedrag voor een goed doel winnen. De meeste kandidaten speelden voor een door hun gekozen vereniging. Ook het publiek in de studio kon prijzen winnen, dit waren meestal geldprijzen en aan het einde van elke aflevering kreeg een van de studio gasten een nieuwe auto. Tevens vond tijdens de uitzending ook de trekking van de Nederlandse Sponsorloterij plaats.
Het eerste seizoen werd door Stella Gommans en Gaston Starreveld gepresenteerd. Het tweede seizoen werd eveneens door Stella Gommans gepresenteerd, maar toen samen met Jo De Poorter.
De laatste uitzending was op 30 september 2000. Het programma werd vanaf najaar 2001 opgevolgd door 'Ron & André's Bingopaleis', een spelshow rondom Ron Brandsteder en André van Duin.